# 第41回ロサンゼルス映画批評家協会賞
41st LAFCA Awards

2015年12月6日

作品賞： 

スポットライト 世紀のスクープ
第41回ロサンゼルス映画批評家協会賞は、ロサンゼルス映画批評家協会が2015年の映画作品に贈る賞である。2015年12月6日に発表された。

## 受賞一覧

### 作品賞
- 受賞：『スポットライト 世紀のスクープ』 (トム・マッカーシー監督)
- 次点：『マッドマックス 怒りのデス・ロード』

### 監督賞
- 受賞：ジョージ・ミラー - 『マッドマックス 怒りのデス・ロード』
- 次点：トッド・ヘインズ - 『キャロル』

### 主演男優賞
- 受賞：マイケル・ファスベンダー - 『スティーブ・ジョブズ』
- 次点：ルーリグ・ゲーザ - 『サウルの息子』

### 主演女優賞
- 受賞：シャーロット・ランプリング - 『さざなみ』
- 次点：シアーシャ・ローナン - 『ブルックリン』

### 助演男優賞
- 受賞：マイケル・シャノン - 『ドリーム ホーム 99%を操る男たち』
- 次点：マーク・ライランス - 『ブリッジ・オブ・スパイ』

### 助演女優賞
- 受賞：アリシア・ヴィキャンデル - 『エクス・マキナ』
- 次点：クリステン・スチュワート - 『アクトレス〜女たちの舞台〜』

### 脚本賞
- 受賞：ジョシュ・シンガー、トム・マッカーシー - 『スポットライト 世紀のスクープ』
- 次点：チャーリー・カウフマン - 『アノマリサ』

### アニメ映画賞
- 受賞：『アノマリサ』
- 次点：『インサイド・ヘッド』

### 外国語映画賞
- 受賞：『サウルの息子』  ハンガリー
- 次点：『ザ・トライブ』  ウクライナ

### ドキュメンタリー映画賞
- 受賞：『AMY エイミー』
- 次点：『ルック・オブ・サイレンス』

### 編集賞
- 受賞：ハンク・コーウィン - 『マネー・ショート 華麗なる大逆転』
- 次点：マーガレット・シクセル - 『マッドマックス 怒りのデス・ロード』

### 撮影賞
- 受賞：ジョン・シール  - 『マッドマックス 怒りのデス・ロード』
- 次点：エドワード・ラックマン - 『キャロル』

### 音楽賞
- 受賞：カーター・バーウェル - 『キャロル』、『アノマリサ』
- 次点：エンニオ・モリコーネ - 『ヘイトフル・エイト』

### 美術賞
- 受賞：コリン・ギブソン - 『マッドマックス 怒りのデス・ロード』
- 次点：ジュディ・ベッカー - 『キャロル』

### 新人賞
- 受賞：ライアン・クーグラー - 『クリード チャンプを継ぐ男』

### 功労賞
- アン・V・コーツ

### 特別賞
- 受賞：デヴィッド・シェパード (映画フィルムの保存活動に従事してきた功績に対して)